# JR 규슈 버스
JR 큐슈 버스 주식회사(일본어: JR九州バス株式会社 ジェイアールきゅうしゅうバス[*])는 규슈의 버스 사업자의 하나로, 큐슈 여객철도(JR 큐슈)의 100% 자회사이다. 본사는 후쿠오카현 후쿠오카시 하카타구에 위치한다. 주요 사업으로는 고속버스·일반 노선버스 외, 전세버스 사업과 정기 관광버스 운행도 하고있다.

## 같이 보기
- JR 버스
- 니시테쓰 버스